# Daniel Zelman
Daniel Zelman, född 16 juni 1967, är en amerikansk skådespelare, TV-producent och regissör. Han är mest känd för sitt arbete med Todd A. Kessler och Glenn Kessler som skapade TV-serien Damages, som sändes i fem säsonger på FX, samt Netflix-serien Bloodline.
Han var gift med Will & Grace-skådespelaren Debra Messing från år 2000 till 2012.